# Тиана Трамп
Тиана Трамп (англ. Teanna Trump, настоящее имя — Киана Николь Джонс (англ. Keanna Nichele Jones); род. 19 августа 1995 года) — американская порноактриса.

## Биография
Киана Николь Джонс родилась 19 августа 1995 года в штате Индиана, США.
Дебютировала в порноиндустрии в возрасте 19 лет. С 2014 по 2019 год снялась более чем в 90 порнофильмах под псевдонимами Тиана Трамп, Тиана Уэст и Тиана Смайл.
Сотрудничала со студиями Evil Angel, Zero Tolerance Entertainment, Devil's Film, Diabolic Video, Elegant Angel, Digital Playground, New Sensations, Girlfriends Films и другими.
С июня по декабрь 2016 года отбывала 180-дневное тюремное заключение за хранение марихуаны, после чего продолжила актёрскую карьеру.
В 2017 году была номинирована на премии «AVN Awards» и «XRCO Award».
В январе 2019 года была признана «Ангелом года Vixen».

## Награды и номинации
| Год  | Награда          | Категория                               | Работа                 | Результат |
| ---- | ---------------- | --------------------------------------- | ---------------------- | --------- |
| 2017 | AVN Awards       | Лучшая оральная сцена                   | «Deep Throat League 2» | Номинация |
| 2017 | XRCO Award       | Orgasmic Oralist of the Year            |                        | Номинация |
| 2019 | Ангел года Vixen |                                         |                        | Победа    |
| 2019 | Fleshbot Award   | Best Social Media Personality           |                        | Номинация |
| 2019 | Urban X Award    | Cumback Star of the Year                |                        | Номинация |
| 2019 | Urban X Award    | Orgasmic Oralist (вместе с Алией Хадид) |                        | Победа    |
| 2019 | Urban X Award    | Pornstar of the Year                    |                        | Номинация |
| 2019 | XRCO Award       | Orgasmic Oralist of the Year            |                        | Номинация |
| 2020 | XBIZ Award       | Лучшая сцена секса — только секс        | «Blacked Raw V19»      | Победа    |
| 2021 | AVN Awards       | Лучшая сцена группового секса           | «Stars»                | Номинация |